# Bakary Sako
Pour les articles homonymes, voir Sako.
Bakary Sako, né le 26 avril 1988 à Ivry-sur-Seine (Val-de-Marne), est un footballeur international malien qui évolue au poste de milieu de terrain au Football Club 93. 

## Biographie
D'origine malienne, Bakary Sako est formé à La Berrichonne de Châteauroux. En 2006, il y signe un premier contrat professionnel qui le lie pour une durée de trois ans au club. 
Il devient international avec l'équipe de France des moins de 19 ans, et participe au championnat d'Europe 2007.
En juillet 2009, durant le mercato d'été, il signe un contrat de quatre ans avec l'AS Saint-Étienne. Le montant du transfert est évalué à 3 millions d'euros. À la suite de nombreuses blessures au sein de l'effectif stéphanois, il devient très vite titulaire pendant la première partie de saison. Il inscrit son premier but avec les verts face à l'Olympique de Marseille en Coupe de la Ligue au stade Geoffroy-Guichard. Lors de la saison 2010-2011, Sako devient un joueur clé du jeu stéphanois notamment grâce à sa vitesse de course. En fin de saison, il est nommé pour le titre de meilleur stéphanois de la saison, finalement remporté par Blaise Matuidi.
Titulaire tout au long de la saison 2011-2012, il dispute 39 matchs et marque 6 buts toutes compétitions confondues. Il tire en outre dix fois sur les montants .
Le 29 août 2012, il signe un contrat de trois ans en faveur des Wolverhampton Wanderers,. 
En fin de contrat avec les Wolves, Bakary Sako s'engage pour trois ans à Crystal Palace le 5 août 2015.
Le 2 octobre 2018, il s'engage en faveur de West Bromwich Albion,, qui évolue alors en Championship.
Après seulement trois titularisations avec le club de deuxième division, Bakary Sako a été libéré de son contrat pour pouvoir retourner à Crystal Palace, le 27 janvier 2019.
Le 28 juillet 2019, Sako signe au club turc du Denizlispor. Cependant, le transfert est annulé quelques jours plus tard en raison de divergences entre le joueur et le club.
Après près de deux années sans jouer, Bakary Sako signe un contrat de 6 mois avec son ancien club, l'AS Saint-Étienne. Pour son premier match, les seizièmes de finale de la Coupe de France 2021-2022 où les stéphanois ont affronté le Jura Sud Football, "Baky" marque un penalty obtenu quelques minutes plus tôt par Gabriel Silva.

## Famille
Bakary Sako est le frère du rappeur Six Coups MC et du footballeur Morike Sako. Il est marié avec une certaine Sarah et père de deux enfants (Ryan et Baky) qui pratiquent également le football 

## Palmarès
- Membre de l'équipe type de D3 anglaise en 2014
- Membre de l'équipe type de D2 anglaise en 2015

## Statistiques
| Saison                | Club                  | Championnat           | Championnat | Championnat | Championnat | Coupe nationale | Coupe nationale | Coupe nationale | Coupe de la Ligue | Coupe de la Ligue | Coupe de la Ligue | Mali | Mali | Mali | Total | Total | Total |
| Saison                | Club                  | Division              | M.          | B.          | P.d.        | M.              | B.              | P.d.            | M.                | B.                | P.d.              | M.   | B.   | P.d. | M.    | B.    | P.d.  |
| 2005-2006             | LB Châteauroux        | Ligue 2               | 1           | 0           | 0           | -               | -               | -               | -                 | -                 | -                 | -    | -    | -    | 1     | 0     | 0     |
| 2006-2007             | LB Châteauroux        | Ligue 2               | 17          | 0           | 0           | 2               | 1               | 0               | -                 | -                 | -                 | -    | -    | -    | 19    | 1     | 0     |
| 2007-2008             | LB Châteauroux        | Ligue 2               | 15          | 1           | 0           | -               | -               | -               | 1                 | 0                 | 0                 | -    | -    | -    | 16    | 1     | 0     |
| 2008-2009             | LB Châteauroux        | Ligue 2               | 35          | 8           | 4           | 2               | 0               | 0               | 4                 | 1                 | 0                 | -    | -    | -    | 41    | 9     | 4     |
| Sous-total            | Sous-total            | Sous-total            | 68          | 9           | 4           | 4               | 1               | 0               | 5                 | 1                 | 0                 | -    | -    | -    | 77    | 11    | 4     |
| 2009-2010             | AS Saint-Étienne      | Ligue 1               | 30          | 1           | 2           | 3               | 2               | 0               | 1                 | 1                 | 0                 | -    | -    | -    | 34    | 4     | 2     |
| 2010-2011             | AS Saint-Étienne      | Ligue 1               | 38          | 7           | 2           | 1               | 0               | 0               | 3                 | 0                 | 1                 | -    | -    | -    | 42    | 7     | 3     |
| 2011-2012             | AS Saint-Étienne      | Ligue 1               | 36          | 4           | 3           | 1               | 0               | 0               | 2                 | 1                 | 1                 | -    | -    | -    | 39    | 5     | 4     |
| 2012-2013             | AS Saint-Étienne      | Ligue 1               | 2           | 0           | 0           | -               | -               | -               | -                 | -                 | -                 | -    | -    | -    | 2     | 0     | 0     |
| Sous-total            | Sous-total            | Sous-total            | 106         | 12          | 7           | 5               | 2               | 0               | 6                 | 2                 | 2                 | -    | -    | -    | 117   | 16    | 9     |
| 2012-2013             | Wolverhampton         | Championship          | 37          | 9           | 11          | 1               | 0               | 0               | 1                 | 1                 | 0                 | -    | -    | -    | 39    | 10    | 11    |
| 2013-2014             | Wolverhampton         | League One            | 40          | 12          | 14          | 2               | 0               | 0               | -                 | -                 | -                 | 3    | 1    | 1    | 45    | 13    | 15    |
| 2014-2015             | Wolverhampton         | Championship          | 41          | 15          | 7           | 1               | 0               | 0               | 1                 | 0                 | 0                 | 13   | 6    | 1    | 56    | 21    | 8     |
| Sous-total            | Sous-total            | Sous-total            | 118         | 36          | 32          | 4               | 0               | 0               | 2                 | 1                 | 0                 | 13   | 6    | 1    | 137   | 43    | 33    |
| 2015-2016             | Crystal Palace        | Premier League        | 20          | 2           | 1           | 3               | 0               | -               | -                 | -                 | -                 | 4    | 3    | 0    | 27    | 5     | 1     |
| 2016-2017             | Crystal Palace        | Premier League        | 7           | 0           | 0           | -               | -               | -               | 1                 | 0                 | 0                 | 2    | 0    | 0    | 10    | 0     | 0     |
| 2017-2018             | Crystal Palace        | Premier League        | 16          | 3           | 0           | 1               | 1               | 0               | 2                 | 2                 | 0                 | -    | -    | -    | 19    | 6     | 0     |
| Sous-total            | Sous-total            | Sous-total            | 43          | 5           | 1           | 4               | 1               | 0               | 3                 | 2                 | 0                 | 6    | 3    | 1    | 56    | 11    | 2     |
| 2017-2018             | West Bromwich Albion  | Championship          | 5           | 0           | 0           | 1               | 1               | 0               | -                 | -                 | -                 | -    | -    | -    | 6     | 1     | 0     |
| 2018-2019             | Crystal Palace        | Premier League        | 4           | 0           | 0           | -               | -               | -               | -                 | -                 | -                 | -    | -    | -    | 4     | 0     | 0     |
| 2019-2020             | Paphos FC             | Cyta                  | 6           | 1           | 0           | -               | -               | -               | -                 | -                 | -                 | -    | -    | -    | 6     | 1     | 0     |
| 2021-2022             | AS Saint-Étienne      | Ligue 1               | 7           | 0           | 0           | 1               | 1               | 0               | -                 | -                 | -                 | -    | -    | -    | 8     | 1     | 0     |
| 2022-2023             | APO Levadiakos        | Super League          | 10          | 0           | 0           | -               | -               | -               | -                 | -                 | -                 | -    | -    | -    | 10    | 0     | 0     |
| 2024-2025             | Football Club 93      | National 2            | 3           | 1           | 0           | -               | -               | -               | -                 | -                 | -                 | -    | -    | -    | 3     | 1     | 0     |
| Sous-total            | Sous-total            | Sous-total            | 35          | 2           | 0           | 2               | 2               | 0               | -                 | -                 | -                 | -    | -    | -    | 37    | 4     | 0     |
| Total sur la carrière | Total sur la carrière | Total sur la carrière | 370         | 64          | 44          | 19              | 6               | 0               | 13                | 4                 | 2                 | 20   | 9    | 2    | 422   | 83    | 48    |